# Silk Stocking Sal
Pour plus de détails, voir Fiche technique et Distribution.

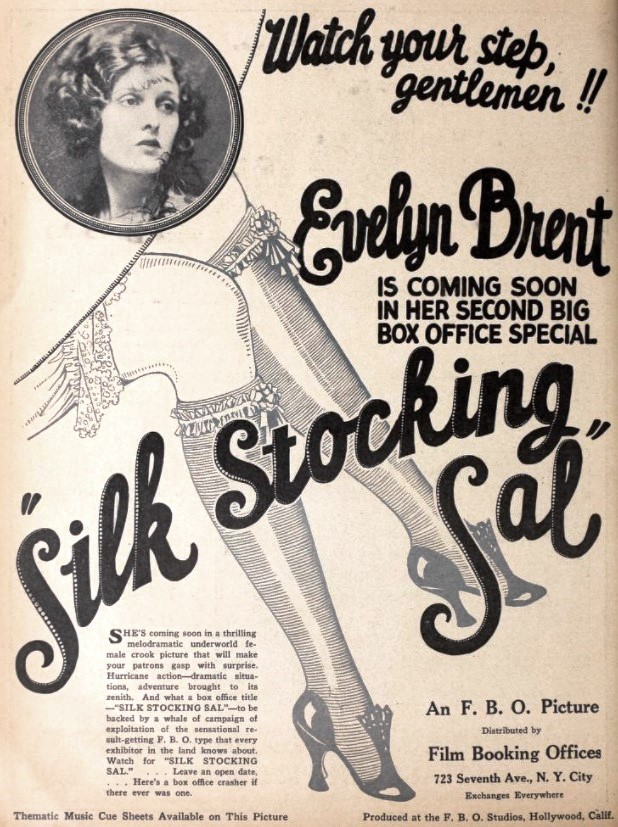

Silk Stocking Sal est un film américain réalisé par Tod Browning, sorti en 1924.

## Synopsis
Sal fait partie d'un gang de la pègre et est surprise, lors du vol d'un coffre-fort dans une maison, par le propriétaire Bob Cooper, qui tombe sous son charme et lui donne assez d'argent pour s'en sortir. Elle se moque d'abord de lui mais la sympathie de sa mère l'impressionne et elle accepte un emploi dans le bureau de Bob. L'associé de Bob est assassiné et ce dernier est reconnu coupable et condamné, sur la base de preuves circonstancielles, à la mort sur la chaise électrique. Sal est tellement sûre que Bull Reagan, le chef d'un gang, est le meurtrier qu'elle rejoint le gang. Au dernier moment, elle lui arrache des aveux par la ruse.
Bob est sauvé et trouve le bonheur avec Sal.

## Fiche technique
- Titre : Silk Stocking Sal
- Réalisation : Tod Browning
- Scénario : Richard Schayer
- Pays d'origine : États-Unis
- Format : Noir et blanc - 1,33:1 - Film muet
- Date de sortie : 1924

## Distribution
- Evelyn Brent : « Stormy » Martin
- Robert Ellis : Bob Cooper
- Earl Metcalfe : Bull Reagan
- Alice Wilson : Annie